# Trimma bisella
Trimma bisella är en fiskart som beskrevs av Richard Winterbottom 2000. Trimma bisella ingår i släktet Trimma och familjen smörbultsfiskar. Inga underarter finns listade i Catalogue of Life.